# Biała Lądecka
Biała Lądecka (česky Landecká Bělá, německy Landecker Biele) je pravostranný přítok Kladské Nisy v Dolnoslezském vojvodství v Polsku.
Pramení poblíž české hranice na úpatí vrcholů Smrk a Travná v Rychlebských horách. 
Řeka protéká městy Stronie Śląskie a Lądek-Zdrój, načež ústí do Kladské Nisy v Krosnowicích.

## Název
V historických pramenech se tok uvádí pod mnoha různými názvy: die Biele, Beele (1348), Biela (1600), die Biela (1747), die Bielau (1783), Biele (1787), Weisse Biele (1918), Landecker Biele (1930), Biała, Białka, Bielawa, Biela, Biała Kłodzka (1945); současný název vznikl až po roce 1946.

## Tok řeky
Řeka pramení ve vrcholovém pásmu vrchu Postawna, nedaleko Travné Hory při česko-polské hranici.
Biała Lądecka postupně protéká obcemi: Nowa Biela, Bielice, Nowy Gierałtów, Starý Gierałtów, Goszów, Stronie Śląskie, Strachocin, Stójków ,Lądek-Zdrój, Radochów, Trzebieszowice, Oldrzychowice Kłodzkie, Żelazno a Krosnowice. Vlévá se do Kladské Nisy v Krosnowicích jižně od Kladska.
Svým tokem řeka protéká horským údolím, podél jejího toku byla v 19. století vystavena železnice (trať 322).
V dnešní době je řeka vyhledávaným cílem milovníků kanoistiky.

## Fauna a flóra
Biała Lądecka je řeka bohatá na pstruhy. Současnými druhy jsou pstruh obecný potoční Salmo trutta morpha fario, pstruh jarní Salvelinus fontinalis a pstruh duhový Oncorhynchus mykiss. Po celém toku řeky jsou olšové a vrbové lužní lesy. Řeka je jedním ze dvou polských biotopů rostliny Ranunculus pseudofluitans (penicillatum).

## Povodně
Roku 1997 se řeka rozvodnila natolik, že její průtok činil 500 m³/s. Proud lámal mosty a silnice a ničil domy. Během několika hodin byla oblast Lądek-Zdrój a Stronie Śląskie odříznuta od zbytku světa: telefonní spojení (zatopené šachty, přerušené vedení) nefungovalo, silnice a železniční trať byly zaplaveny nebo odplaveny. 